# Tirpitz (1939)
«Ти́рпиц» (нем. Tirpitz) — второй линкор типа «Бисмарк», входивший в состав Кригсмарине Германии во время Второй мировой войны. В боевых действиях практически не участвовал, однако своим присутствием в Норвегии он угрожал арктическим конвоям идущим в СССР и сковывал значительные силы британского флота. Попытки уничтожить «Тирпиц» продолжались в течение более чем двух с половиной лет. Британцам периодически удавалось выводить корабль из строя, но их усилия увенчались полным успехом лишь в ноябре 1944 года после атаки с воздуха сверхтяжёлыми бомбами типа Tallboy. Детали линкора до сих пор находятся в некоторых военных музеях мира.

## История применения

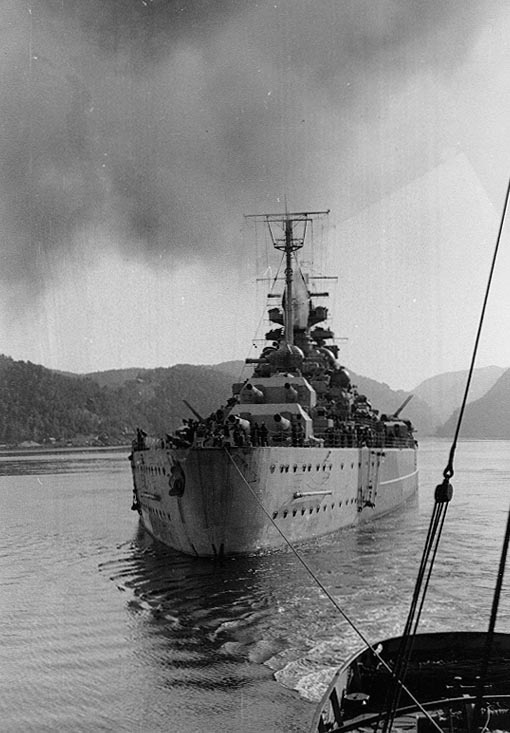
Линкор «Тирпиц». Вид на кормовые башни главного калибра.

Корабль был спущен на воду 1 апреля 1939 года. Своё название получил в честь гросс-адмирала Альфреда фон Тирпица — основателя современного германского флота. Первоначально предполагалось, что «Тирпиц» будет действовать как рейдер, нападая на торговые караваны противника в Северной Атлантике. Однако судьба линкора «Бисмарк» заставила и Гитлера, и гросс-адмирала Редера с большой осторожностью отнестись к возможностям крупных надводных артиллерийских кораблей, не имеющих поддержки авианосцев (их строительство в Германии было в результате на время ускорено, но в строй ни один из них в конце концов так и не вошёл), потому «Тирпиц» использовался крайне осторожно, и как следствие, редко.
В январе 1942 года «Тирпиц» был отправлен в норвежские воды для охоты на арктические конвои в СССР и противодействия операции Archery британских коммандос на острове Вогсёй (норв. Vågsøy). Там, во фьордах, он и простоял практически всю Вторую Мировую войну. Однако даже простое присутствие «Тирпица» на Арктическом морском театре военных действий связывало значительные силы Королевского Флота, хотя за всё время пребывания в Норвегии он совершил только три наступательные операции. Несмотря на последнее, британское Адмиралтейство учитывало потенциальную опасность линкора и не прекращало усилий по его уничтожению. После неоднократных атак с воздуха и из-под воды «Тирпиц» был потоплен на стоянке в Тромсё 12 ноября 1944 года в результате авианалёта с применением сверхтяжёлых 5,5-тонных бомб Tallboy.

### Операции «Тирпица»

#### Операция Sportpalast
В начале марта 1942 года немцами была предпринята попытка перехватить конвои PQ-12 и QP-8. PQ-12 вышел 1 марта 1942 года из порта в Исландии, а QP-8 — примерно в то же время из Мурманска. 5 марта «Тирпиц» в сопровождении трёх эскадренных миноносцев покинул базу и направился через Северный Ледовитый океан к Медвежьему острову. Из-за плохой погоды обнаружить конвои не удалось, лишь один из эсминцев обнаружил и потопил отставший от QP-8 советский лесовоз «Ижора», который погиб со всем экипажем (34 человека), но перед гибелью успел передать в эфир сообщение о германских кораблях и своих координатах. 9 марта «Тирпиц» был замечен самолётом, базировавшемся на авианосце HMS Victorious, и командовавший отрядом вице-адмирал (впоследствии — адмирал) Отто Цилиакс (нем. Otto Ciliax) принял решение немедленно прервать поход и возвратиться на базу. Уже на отходе его догнали 12 британских торпедоносцев «Albacore», которые в условиях сильного зенитного огня сумели выпустить все свои торпеды, от которых «Тирпиц» уклонился энергичным маневрированием (Цилиакс полагал, что одна или две торпеды попали в корабль, но не взорвались). 2 торпедоносца были сбиты в этом бою.

#### Операция Rösselsprung
В июле 1942 года немецкое командование планировало использовать линкор «Тирпиц», броненосец «Адмирал Шеер» и тяжёлый крейсер «Адмирал Хиппер» совместно с эсминцами и миноносцами для атаки конвоя PQ-17 (план Rösselsprung — «Ход конём»). Из-за задержек с разрешением на начало операции (его давал лично Гитлер), выход в море состоялся лишь 5 июля. К этому моменту стало известно, что конвой уже распущен и «Тирпиц» повернул обратно. Таким образом, прямого ущерба конвою «Тирпиц» не нанес. Однако PQ-17, распущенный и оставленный без охраны именно из-за угрозы со стороны «Тирпица», беспрецедентно сильно пострадал от атак германских авиации и подводных лодок.

##### Атака Лунина

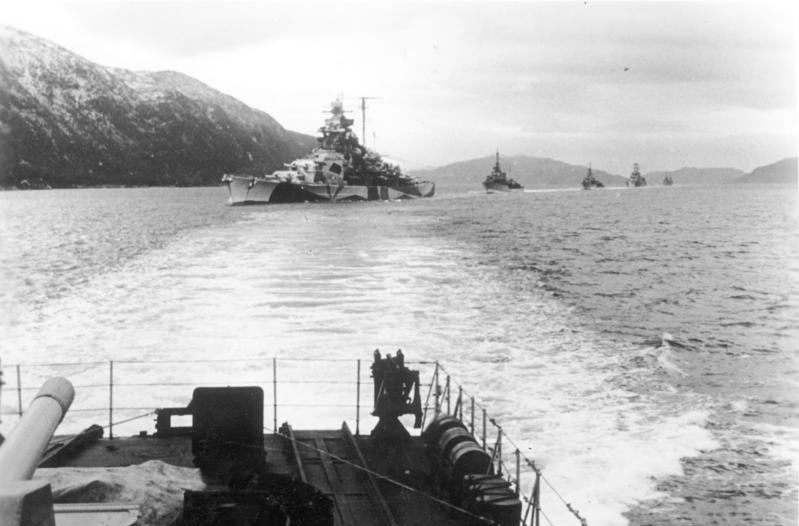
Линкор «Тирпиц» выходит в море с кораблями эскорта

В день выхода из передового пункта дислокации в Вестфьорде линкор был атакован советской подводной лодкой К-21 под командованием капитана 2-го ранга (впоследствии — контр-адмирала) Н. А. Лунина. Лодкой был произведён залп из четырёх кормовых торпедных аппаратов. Экипаж лодки результата своей торпедной атаки непосредственно не наблюдал, однако слышал два сильных взрыва и серию взрывов слабее. Лунин в своем докладе предположил, что взрывы объясняются попаданием торпед в линкор, одновременно допуская вероятность того, что торпеды попали в один из эсминцев эскорта; в штабе бригады подводных лодок Северного Флота на основании его доклада и данных разведки сделали вывод о потоплении эсминца и повреждении линкора. Фактически атака оказалась неудачной вследствие пуска торпед с дистанции, превышающей дальность хода торпед, и даже не была зафиксирована противником.

#### Операция Sizilien
В сентябре 1943 года была проведена операция Sizilien («Сицилия») — рейд на остров Шпицберген. Германские войска высадились на острове при артиллерийской поддержке с линкора «Тирпиц», линейного крейсера «Шарнхорст» и девяти эскадренных миноносцев. Немцы занимали остров с 6 сентября по 9 сентября 1943 года. Операция Sizilien была единственным случаем, когда «Тирпиц» стрелял из своих орудий по иному противнику, нежели воздушные цели (однако по судам противника он так никогда и не произвёл ни одного выстрела).

### Операции против «Тирпица»
Британцы не прекращали атаки на «Тирпиц» до тех пор, пока не потопили линкор.

#### Операция Title
30—31 октября 1942: попытка уничтожить «Тирпиц» с помощью управляемых подводных аппаратов под кодовым названием «Колесница» (англ. Chariot), представлявших собой торпеды, управляемые человеком. К месту стоянки «Тирпица» аппараты должны были быть доставлены путём скрытной буксировки в подводном положении с помощью рыболовецкого катера «Arthur» (капитан — Leif Larsen).
30 октября катеру с торпедами на буксире удалось войти в Тронхеймс-фьорд. Когда до места стоянки «Тирпица» оставалось не более 15 миль (28 км), поднялся сильный встречный ветер с волной. 31 октября в 22:00 за кормой раздался громкий скрежет. «Артур» зашёл в ближайшую гавань, где водолаз обнаружил потерю обеих торпед. В этот момент до «Тирпица» оставалось менее 10 миль (18,5 км). Катер был затоплен и команда ушла пешком к шведской границе.
Немцы позднее обнаружили затопленный катер и после обследования пришли к выводу, что он предназначался для специальной операции.

#### Операция Source
В сентябре 1943 года произошла первая успешная операция против «Тирпица». 12 сентября 1943 года в условиях низкой облачности и дождя советский лётчик Леонид Елькин в Альтен-фьорде разыскал стоянку «Тирпица», спустился под кромку облаков и трижды под ураганным зенитным огнём прошёл на высоте 50 метров над ним, добившись качественного фотографирования цели. Полученные фотоснимки были немедленно переданы британскому Адмиралтейству, которое на их основе подготовило новую операцию. Для атаки были использованы подводные мини-лодки класса «Экс» (англ. X). Большую часть пути мини-лодки шли на буксире обычных подлодок. Из шести сверхмалых подводных лодок атаковать «Тирпиц» должны были три: X5 (лейт. Хенти-Крир), X6 (лейт. Дональд Кэмерон) и X7 (лейт. Бэзил Плейс). Лодка X5 была обнаружена и потоплена, но X6 и X7 сбросили под линкором четыре 2-тонных мины, начинённых аммотолом. После этого лодки также были обнаружены, а их команды попали в плен. Несмотря на обнаруженную опасность, «Тирпиц» не успел сняться со стоянки до взрыва мин. Взрыв нанёс линкору серьёзные повреждения: были повреждены шпангоуты в носовой части и сорвана со станины одна из турбин. Башня «C» весом около 2000 тонн была подброшена вверх и при падении заклинила шаровой погон. Исправить башню вне дока оказалось невозможно. Кроме того, вышли из строя все дальномеры и приборы управления огнём. В результате полученных повреждений линкор на шесть месяцев выбыл из строя и его максимальная скорость существенно уменьшилась.
За успешное проведение операции командиры мини-подлодок X6 и X7 были награждены крестами Виктории — высшими военными наградами Британской империи.

#### Операция Tungsten

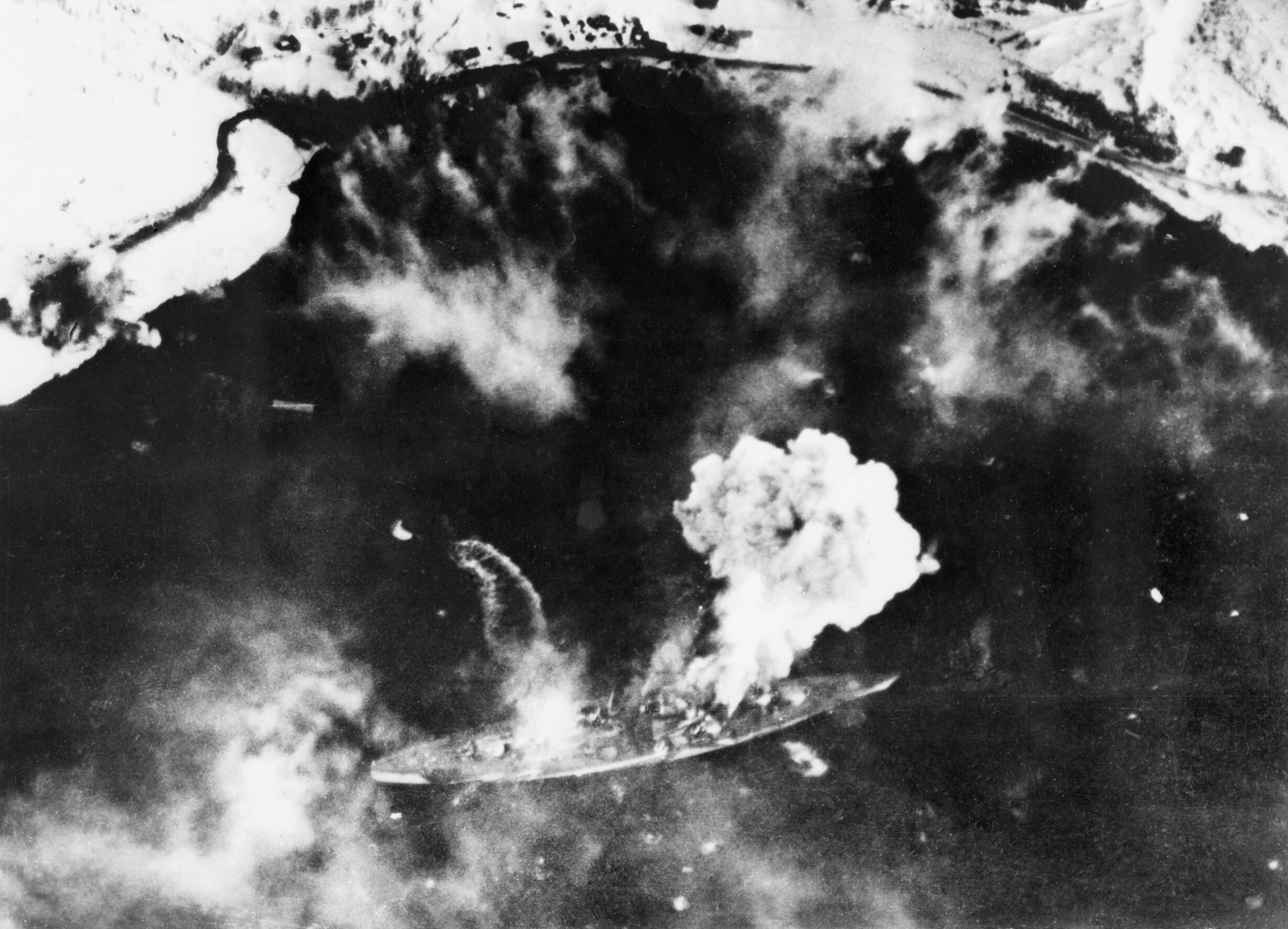
Операция «Тангстен»

К апрелю 1944 года «Тирпиц» был отремонтирован и снова мог представлять опасность. В ответ на эту угрозу британский флот предпринял операцию с кодовым названием «Вольфрам» (англ. Tungsten). В атаке участвовали значительные силы флота, в том числе: два линкора, два эскадренных авианосца, два быстроходных лёгких авианосца, два крейсера и шестнадцать эсминцев. Атака началась 3 апреля, накануне выхода «Тирпица» на ходовые испытания после ремонта.
В налёте участвовали две волны торпедоносцев Fairey Barracuda в сопровождении истребителей эскорта. Атакующие самолёты несли, однако, не торпеды, а бомбы различных типов: бронебойные, фугасные, глубинные и осколочные. Первая волна нанесла удар в 05:30. К 08:00 атака была завершена: потери составили три самолёта. Экипаж «Тирпица» потерял 123 человека убитыми и 300 ранеными. Броневые пояса и броневая палуба линкора при этой атаке не были повреждены, однако надстройкам был нанесён заметный ущерб, потребовавший три месяца на ремонт для его устранения.

#### Операции Planet, Brawn, Tiger Claw и Mascot

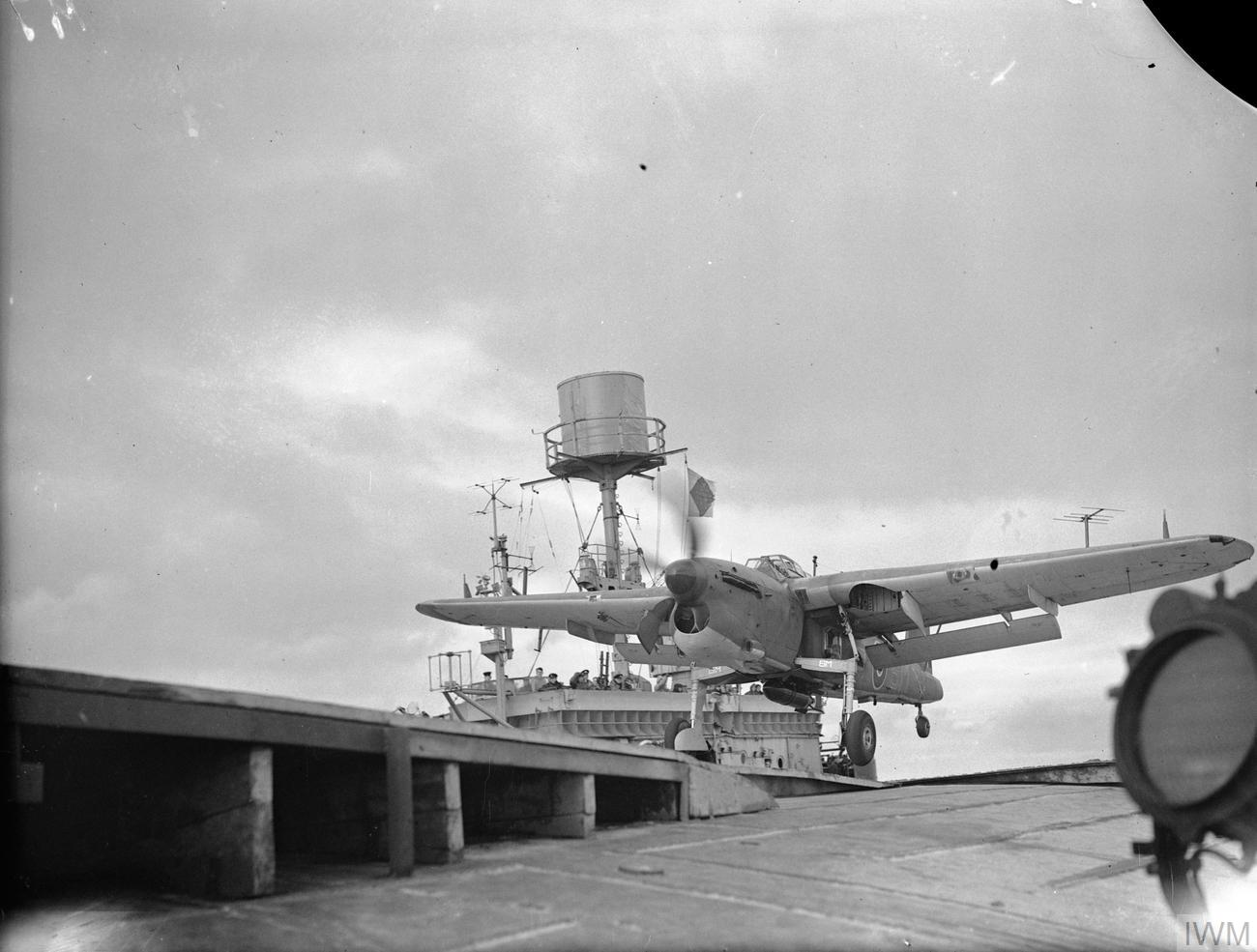
Операция Mascot

Линейный корабль «Тирпиц» по-прежнему оставался угрозой, поэтому британское адмиралтейство продолжало планировать операции против него. Однако из-за плохой погоды в апреле-мае 1944 года англичанам пришлось отменить три налёта: операции Planet, Brawn и Tiger Claw.
Следующая атака союзников с использованием авианосцев (операция Mascot) состоялась в июле 1944 года. Однако к этому времени немцы значительно усилили противовоздушную оборону, в особенности систему дымовой завесы, в результате чего атака закончилась безуспешно: атакующие самолёты не добились попаданий.

#### Операции Goodwood I, II, III и IV
В августе 1944 года «Тирпиц» наконец прошёл морские испытания. Вскоре после этого британцы вновь совершили налёты (операции Goodwood I и Goodwood II), снова окончившиеся безрезультатно из-за плохой погоды.

#### Операции Paravane, Obviate и Catechism
«Операция Параван» (англ. Operation Paravane) была предпринята Королевскими ВВС Великобритании 15 сентября с аэродрома Ягодник под Архангельском. Самолёты Avro Lancaster были вооружены 5,5-тонными бомбами Tallboy и экспериментальными 500-фунтовыми (227-кг) подводными «ходячими» (самотранспортирующимися) минами. Несмотря на дымовую завесу, поставленную для защиты «Тирпица», одна из бомб всё-таки попала в нос корабля, нанеся повреждения, сделавшие его практически немореходным. У немцев практически не было возможности поставить «Тирпиц» в сухой док на ремонт, поэтому в октябре линкор перевели в Тромсё в качестве «тяжёлой артиллерийской плавбатареи» на случай ожидавшегося вторжения союзников в Норвегию. Новое место дислокации корабля уже находилось в пределах досягаемости тяжёлых бомбардировщиков Бомбардировочного командования Королевских ВВС, базирующихся в Северной Шотландии, и британцы продолжили атаки на «Тирпиц», не зная о принятом немцами решении не восстанавливать корабль.
28 октября с базы Лоссимут в Шотландии был предпринят очередной налёт на «Тирпиц» под названием «Операция Obviate» (англ. Устранять), однако в последний момент корабль был скрыт облаками, и лишь одна бомба Tallboy, разорвавшись недалеко от корабля, погнула вал одного из гребных винтов.
Но в следующий раз, 12 ноября, во время операции «Катехизис» (англ. Operation Catechism) над «Тирпицем» не было ни дымовой завесы, ни облаков, ни истребителей. В корабль попали три бомбы Tallboy: одна отскочила от башенной брони, но две других пробили броню и проделали примерно 200-футовую (приблизительно 60 м) дыру в его левом борту, вызвав также пожар и последующий взрыв в пороховом погребе башни «С», причём взрыв оторвал её. В итоге «Тирпиц» завалился на борт, а затем перевернулся и примерно через 10 минут после атаки затонул к западу от Тромсё, в бухте Хокёйботн, унеся с собой на дно более 950 человек из находившихся на борту примерно 1700.

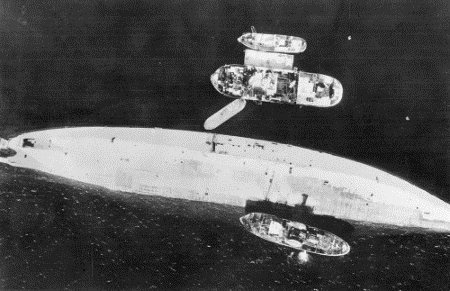
«Тирпиц» вверх килем.

По причинам, до настоящего времени не до конца понятным, истребители Люфтваффе не противодействовали налету. Группа истребителей FW 190, ответственная за оборону линкора, не участвовала в его защите — хотя информация о приближении бомбардировщиков поступила более чем за 1 час до начала атаки. Германской ПВО удалось лишь повредить двигатель одного из самолётов, участвовавших в налёте, но его команда спаслась, «жёстко» приземлившись в Швеции. В результате командир эскадрильи 9./JG 5 5-го воздушного флота Люфтваффе, ответственной за истребительное прикрытие района Тромсё, майор Генрих Эрлер был обвинён в преступном пренебрежении служебными обязанностями и приговорён к смертной казни, заменённой тремя годами заключения в крепости с предварительной отправкой на фронт в полевой штрафной лагерь до завершения войны. В феврале 1945 года по ходатайству Геринга был помилован Гитлером и переведён в 7-ю эскадру (JG 7), к концу войны став одним из наиболее результативных асов люфтваффе. 4 апреля 1945 года Генрих Эрлер погиб, одержав свои последние победы — он сбил два бомбардировщика противника и протаранил третий, когда у него закончились боеприпасы.
Уничтожение «Тирпица» устранило последнюю серьёзную надводную угрозу для коммуникаций союзников в Северной Атлантике и Северном Ледовитом океане. Это позволило перевести главные надводные силы Королевского Флота — эскадренные авианосцы, быстроходные лёгкие авианосцы, линейные корабли и линейный крейсер «Ринаун» — с Атлантического театра войны, где они находились в качестве «сил сдерживания», — в Индийский и Тихий океаны, где они приняли участие в боевых действиях против Японии.

## После войны
После войны обломки «Тирпица» были проданы норвежской компании, после чего линкор разрезали на части и вывезли. Однако значительный фрагмент носовой части остаётся там, где он и затонул в 1944 году. Кроме того, электрогенераторы с корабля были использованы как временная электростанция, снабжая рыбную промышленность вокруг города Хоннингсвог (норв. Honningsvåg).
В настоящее время фрагменты линкора используются Норвежским дорожным департаментом (Vegvesenet) как временное дорожное полотно при проведении ремонтных работ. Некоторые части корабля были переплавлены на брошки и прочую бижутерию. Кроме того, значительный фрагмент бронеобшивки хранится в Королевском военно-морском музее «Explosion!» («Взрыв!») в Госпорте, Хэмпшир.
Недалеко от места потопления «Тирпица» существуют искусственные озёра, появившиеся в воронках от разрывов бомб Tallboy, не попавших в цель.

## Командный состав
- Указания при строительстве: капитан цур зее (капитан 1-го ранга) Фридрих Карл Топп (нем. Friedrich Carl Topp), 15 января 1941 — 25 февраля 1941
- капитан цур зее Фридрих Карл Топп, 25 февраля 1941 — 24 февраля 1943
- капитан цур зее Ганс Карл Мейер (нем. Hans Karl Meyer), 24 февраля 1943 — 1 мая 1944
- капитан цур зее Вольф Юнге (нем. Wolf Junge), 1 мая 1944 — 4 ноября 1944
- капитан цур зее Роберт Вебер (нем. Robert Weber), 4 ноября 1944 — 12 ноября 1944 (погиб вместе с кораблём)

## В культуре
- С «Тирпицем» связана одна из миссий в игре Hidden & Dangerous 2, где группа британских разведчиков выполняет задание по минированию корабля. В игре миссия прошла удачно, был заминирован не только сам «Тирпиц», но и минный тральщик «Олаф», а также с последнего украдена шифровальная машина «Энигма».
- «Тирпиц» был упомянут и в игре Call of Duty в Британских миссиях, где двое разведчиков осуществляют на линкоре диверсию — минирование котлов и уничтожение электронных блоков РЛС.
- «Тирпиц» (линкор премиум VIII уровня) представлен в игре World of Warships.
- «Тирпиц» также был упомянут в начальном ролике игры Wolfenstein, где агент Бласковиц, главный герой, осуществил на корабле диверсию и пустил его ко дну.
- «Тирпиц» необходимо уничтожить в одной из последних миссий в игре Battle of Europe.